# Titus Brandsma Museum
Het Titus Brandsma Museum is een museum in de Friese stad Bolsward dat in het teken staat van Titus Brandsma, die nabij de stad werd geboren. Tentoonstellingen gaan over het leven van en de nagedachtenis aan deze Friese karmeliet en hoogleraar wijsbegeerte en mystiek die tijdens de Tweede Wereldoorlog in Dachau overleed.

## Inhoud
Tot de vaste collectie behoren enkele persoonlijke eigendommen en geschriften van Brandsma, waaronder een overjas. Daarnaast is er een herdenkingsmuur voor Tweede Wereldoorlogslachtoffers en zijn er wisselende tentoonstellingen over gerelateerde onderwerpen. Op 26 juli 2022 werd het museum heropend in het verbouwde Stadhuis van Bolsward.